# Hit Mania Top
Hit Mania Top è una compilation di artisti vari facente parte della serie Hit Mania.
La compilation è un BEST OF dell'etichetta stessa dal 1993 al 2002 ed è mixata dal DJ Mauro Miclini.

## Tracce

### Disco 1
1. Whigfield – Saturday Night – 2:16
2. Deepswing – In The Music – 2:00
3. Negrocan – Cada Vez – 1:59
4. Gusto Sabroso – Salta – 1:53
5. Black Legend – You See The Trouble With Me – 2:38
6. Mimmo Amerelli – Alla Consolle – 2:53
7. Regina – Day By Day – 2:41
8. Prezioso feat. Marvin – Tell Me Why – 2:50
9. Miranda – Vamos A La Playa – 2:10
10. U.s.u.r.a. – Open Your Mind – 1:55
11. Carolina Márquez – Super DJ – 2:28
12. Ice MC – Take Away The Colour – 2:29
13. Malik From The Outhere Brothers – You Don't Know Malik – 2:44
14. Systematic – Everyday – 1:57
15. The Tamperer – Feel It (feat. Maya) – 1:30
16. Billy More – Up & Down (Don't Fall In Love With Me) – 2:57
17. Datura – The Sign – 3:22
18. The Soundlovers – Walking – 3:15
19. The Lawyer – I Wanna Mmm... – 3:25
20. Taleesa – I Found Luv – 5:10

Durata totale: 52:32

### Disco 2
1. DJ Dado – Give Me Love (feat. Michelle Weeks) – 3:10
2. Ann Lee – Two Times – 1:59
3. Gala – Freed From Desire – 2:20
4. Corona – The Rhythm Of The Night – 2:39
5. KMC – Somebody To Touch Me (feat. Dhany) – 3:11
6. Molella – Discotek People – 3:05
7. Gigi D'Agostino & Albertino – Super – 3:24
8. Paradisio – Bailando – 3:25
9. Cassandra – Just Tell Me Why – 2:41
10. Boris & Michi – Azzurro (feat. Fiorello) – 1:40
11. J.K. – You & I – 2:13
12. Magic Box – Carillon – 2:25
13. R.A.F. By Picotto – Ocean Whispers – 4:04
14. Prezioso feat. Marvin – Let's Talk About A Man – 3:35
15. The Love Bite – Take Your Time – 3:06
16. Jinny – Wanna Be With U – 2:47
17. Silvia Coleman – Take My Breath Away – 2:44
18. Supercar – Tonite – 2:38
19. Artful Dodger & Romina Johnson – Moovin' Too Fast – 2:53
20. Duke – Womanchild – 3:30

Durata totale: 57:29